# Euphylidorea snoqualmiensis
Euphylidorea snoqualmiensis là một loài ruồi trong họ Limoniidae. Chúng phân bố ở miền Tân bắc.